# Vagner Rocha
Vagner Rocha (Rio de Janeiro, 6 de junho de 1982) é um lutador brasileiro de MMA.

## Carreira no MMA
Mais conhecido por sua experiência no jiu-jitsu, Rocha iniciou no MMA em 2009. Além de lutar em promoções regionais na Flórida, Rocha competiu pelo Bellator e Strikeforce.

### Ultimate Fighting Championship
Vagner fez sua estreia no UFC no dia 11 dej unho de 2011 contra Donald Cerrone no UFC 131, substituindo o lesionado Mac Danzig. Após Cerrone dominar Rocha utilizando chutes baixos, ele perdeu por decisão unânime.
Em seu segundo combate na promoção, Rocha enfrentou o participante do TUF 4, Cody McKenzie em setembro de 2011 no UFC Fight Night: Shields vs. Ellenberger. Rocha venceu por finalização (mata leão) no segundo round.
Rocha era esperado para enfrentar Mike Brown em sua estreia na categoria dos penas no UFC on FX: Guillard vs. Miller. No entanto, Brown foi forçado a deixar o card após sofrer uma lesão. Rocha então fez sua estreia contra como peso pena contra Jonathan Brookins no dia 15 de fevereiro de 2012 no UFC on Fuel TV: Sanchez vs. Ellenberger. Ele perdeu a luta por nocaute no primeiro round. Após a derrota para Brookins, Rocha foi dispensado da promoção.

### Fight Time
Rocha enfrentou Mike Bruno em novembro de 2012 no Fight Time 12. Rocha venceu por finalização (triângulo) no segundo round.
Rocha enfrentou Kamrin Naville no Fight Time 13. Rocha venceu por decisão unânime.
Rocha enfrentou J.P. Reese no dia 26 de abril no Fight Time 14. Rocha venceu por finalização no quinto round.
Rocha enfrentou Randy Barroso em agosto de 2013 no Fight Time 16. Rocha venceu por finalização no primeiro round.

### Retorno ao UFC
No dia 20 de abril de 2014, foi anunciado que Rocha faria seu retorno à organização no UFC 172 para enfrentar Joe Ellenberger. No entanto, Rocha sofreu uma lesão a poucos dias do evento e a luta foi removida do card.
Rocha enfrentou Jake Matthews em 7 de Novembro de 2014 no UFC Fight Night: Rockhold vs. Bisping. Ele foi derrotado por finalização no segundo round, sofrendo sua primeira derrota por finalização.

#### Demissão
No dia 19 de outubro de 2015, Rocha foi demitido do UFC.

## Cartel no MMA
| Cartel no MMA   |             |            |
| 15 lutas        | 11 vitórias | 4 derrotas |
| Por nocaute     | 1           | 1          |
| Por finalização | 8           | 1          |
| Por decisão     | 2           | 2          |

| Res.    | Cartel | Oponente          | Método                       | Evento                                   | Data       | Round | Tempo | Local                       | Notas                                                |
| ------- | ------ | ----------------- | ---------------------------- | ---------------------------------------- | ---------- | ----- | ----- | --------------------------- | ---------------------------------------------------- |
| Derrota | 11-4   | Jake Matthews     | Finalização (mata leão)      | UFC Fight Night: Rockhold vs. Bisping    | 07/11/2014 | 2     | 1:52  | Sydney                      |                                                      |
| Vitória | 11–3   | Randy Barroso     | Finalização (mata leão)      | Fight Time 16: Rocha vs. Barroso         | 23/08/2013 | 1     | 3:09  | Fort Lauderdale, Florida    | Defendeu o Cinturão Peso Leve do Fight Time.         |
| Vitória | 10–3   | J.P. Reese        | Finalização (mata leão)      | Fight Time 14: This Means War!           | 26/04/2013 | 5     | 2:18  | Fort Lauderdale, Florida    | Defendeu o Cinturão Peso Leve do Fight Time.         |
| Vitória | 9–3    | Kamrin Naville    | Decisão (unânime)            | Fight Time 13: MMA Kings                 | 15/02/2013 | 3     | 5:00  | Fort Lauderdale, Florida    |                                                      |
| Vitória | 8–3    | Mike Bruno        | Finalização (triângulo)      | Fight Time 12: Warriors Collide          | 02/11/2012 | 2     | 0:53  | Fort Lauderdale, Florida    | Ganhou o Cinturão Peso Leve do Fight Time Promotions |
| Derrota | 7–3    | Jonathan Brookins | Nocaute (socos)              | UFC on Fuel TV: Sanchez vs. Ellenberger  | 15/02/2012 | 1     | 1:32  | Omaha, Nebraska             | Estreia como Peso Pena.                              |
| Vitória | 7–2    | Cody McKenzie     | Finalização (mata leão)      | UFC Fight Night: Shields vs. Ellenberger | 17/09/2011 | 2     | 3:49  | New Orleans, Louisiana      |                                                      |
| Derrota | 6–2    | Donald Cerrone    | Decisão (unânime)            | UFC 131                                  | 11/06/2011 | 3     | 5:00  | Vancouver, British Columbia |                                                      |
| Vitória | 6–1    | Jacob Clark       | Finalização (chave de braço) | MFA: New Generation 5                    | 07/05/2011 | 1     | 2:32  | Miami, Florida              |                                                      |
| Derrota | 5–1    | Bret Bergmark     | Decisão (unânime)            | Strikeforce: Fedor vs. Werdum            | 26/06/2010 | 3     | 5:00  | San Jose, California        |                                                      |
| Vitória | 5–0    | Francisco Soares  | Nocaute técnico (socos)      | Bellator 13                              | 08/04/2010 | 2     | 2:07  | Hollywood, Florida          |                                                      |
| Vitória | 4–0    | Patrick Mikesz    | Finalização (chave de braço) | Action Fight League: Rock-N-Rumble 2     | 05/03/2010 | 1     | 2:10  | Hollywood, Florida          |                                                      |
| Vitória | 3–0    | Renato Puente     | Finalização (chave de braço) | NDC 1: Peru vs. American Top Team        | 17/10/2009 | 1     | 1:06  | Lima                        |                                                      |
| Vitória | 2–0    | Igor Gracie       | Decisão (unânime)            | Bellator 11                              | 12/06/2009 | 3     | 5:00  | Uncasville, Connecticut     |                                                      |
| Vitória | 1–0    | Alan Arzeno       | Finalização (mata leão)      | XCF: Rumble in Racetown 1                | 14/02/2009 | 1     | 0:42  | Daytona Beach, Florida      |                                                      |